# Rovana Plumb
Rovana Plumb (Bucarest, 22 giugno 1960) è una politica rumena.
Incominciò la carriera nelle istituzioni come segretario di stato dell'Autorità nazionale per la protezione del consumatore (ANAP) tra il 2001 e il 2004, per poi accrescere la propria influenza all'interno del Partito Social Democratico (PSD), grazie al quale ottenne la prima elezione alla camera dei deputati nel 2004 e quella al Parlamento europeo nel 2007.
Tra il 2005 e il 2015 fu presidente della sezione femminile del partito e membro del comitato esecutivo del PSD. Considerato un elemento politicamente vicino all'ex premier Victor Ponta, ne fu prima ministro dell'ambiente (2012-2014) e poi ministro del lavoro (2014-2015).
Dopo le dimissioni di Ponta dai vertici del PSD del giugno 2015, Rovana Plumb divenne presidente ad interim e fu considerata la favorita per la successione alla guida del partito, ma il comitato esecutivo social-democratico le preferì Liviu Dragnea, che assunse le funzioni di nuovo presidente ad interim il 22 luglio 2015.
Ministro dei fondi europei a due riprese tra il 2017 e il 2019, in occasione delle elezioni europee del 26 maggio 2019 ottenne un nuovo mandato al parlamento europeo.

## Formazione e attività professionale
Nel 1984 conseguì il titolo di ingegnere presso la facoltà di macchinari e ingegneria dei processi chimici dell'Università Politecnica di Bucarest.
Tra il 1987 e il 2003 partecipò a diversi corsi di perfezionamento nel campo della gestione, della protezione del consumatore e dell'impatto sull'ambiente (sul commercio internazionale presso l'Istituto Rumeno di Management nel 1994; sulla gestione del cambiamento e dell'innovazione presso lo University College Dublin nel 1999; sul management strategico presso la George Washington University nel 1999; sull'ampliamento dell'UE e sulla valutazione degli standard in Portogallo nel 2002; sulla sicurezza e il controllo dei prodotti cosmetici e il loro impatto sull'ambiente in Belgio nel 2003; sui problemi di protezione del consumatore in Grecia nel 2003).
Nel 2004 completò gli studi dottorali in gestione dei sistemi industriali.
Tra il 1992 e il 2000 lavorò per diverse aziende private attive nel campo dell'industria di cosmetici, la S.C. Miraj S.A e la SC Gerovital Cosmetics, entrambe con sede a Bucarest, rispettivamente come direttore commerciale e come presidente.
Nel 2001 fu nominata segretario di stato nel governo Năstase e le fu affidata la conduzione dell'Autorità nazionale per la protezione del consumatore (ANAP). In questa funzione nel 2002 le fu conferito dal presidente della repubblica Ion Iliescu il titolo onorifico di cavaliere dell'Ordine del Fedele Servizio. Mantenne l'incarico fino alla fine del mandato governativo nel 2004.

## Carriera politica

### Presidente della sezione femminile del PSD

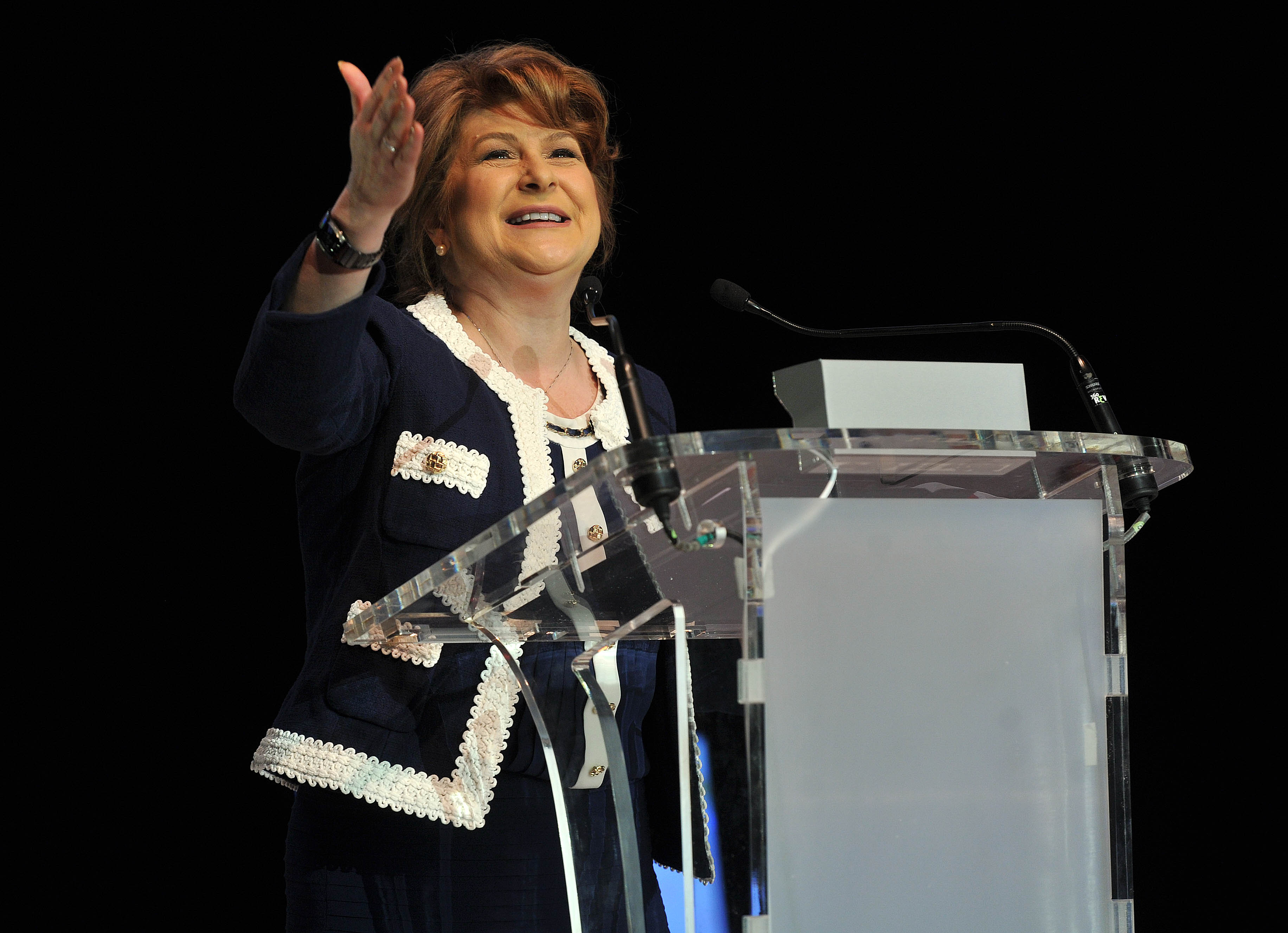
Rovana Plumb alla riunione dell'OFPSD dell'8 marzo 2014.

Nel 1994 si iscrisse al Partito Social Democratico (PSD), allora denominato Partito della Democrazia Sociale di Romania (PDSR). Divenne membro del Consiglio nazionale del PDSR nel 1998 e membro dell'ufficio di coordinamento del PSD nel 2004.
In virtù del suo impegno per l'emancipazione delle donne, nel 2003 fu nominata segretario generale dell'organizzazione femminile del PSD (OFPSD) e nel 2005 ne divenne presidente, ottenendo la riconferma dell'incarico anche nel 2010 e nel 2013. Nel corso della presidenza sostenne la necessità di una maggiore equità tra i sessi, con una speciale attenzione al ruolo delle donne nel mercato del lavoro e nei programmi europei e nazionali contro la povertà.
Nel 2005 divenne anche vicepresidente all'interno del comitato esecutivo del partito.

### Deputata ed europarlamentare
Dopo aver lasciato la guida dell'Autorità nazionale per la protezione del consumatore (ANAP), si candidò per un posto alla camera dei deputati con il PSD nella circoscrizione di Vâlcea in occasione delle elezioni parlamentari in Romania del 2004. Ottenuta l'elezione, fu deputata fino al dicembre 2007, quando lasciò il seggio in mano a Vasile Bleotu. Durante il mandato prese parte alle commissioni parlamentari sulla pubblica amministrazione, sul lavoro e, in vista dell'ingresso della Romania nell'Unione Europea previsto per il gennaio 2007, alle commissioni sugli affari europei e sull'integrazione europea.
Rovana Plumb diede le dimissioni dalla camera per concentrarsi sull'attività di europarlamentare (fu eletta alle elezioni europee del 25 novembre 2007). Fu nuovamente rieletta per un seggio europeo in occasione della tornata elettorale del 2009. Tra il 2010 e il 2012 fu vicepresidente del gruppo politico dell'Alleanza Progressista dei Socialisti e dei Democratici al parlamento europeo. Lavorò nella commissione sull'occupazione e gli affari sociali e in quella sulla parità di genere. Il 26 settembre 2012 divenne vicepresidente dell'associazione delle donne socialiste europee, la PESW.
Presentò la propria candidatura per le elezioni parlamentari in Romania del 2012 ottenendo, con il 67,14% delle preferenze, l'elezione alla camera come rappresentante del distretto di Dâmbovița nelle liste dell'Unione Social-Liberale (USL), ampia alleanza tra il PSD e il Partito Nazionale Liberale (PNL). Nel corso del mandato fu membro della commissione della camera sulla pubblica amministrazione, della commissione sull'ambiente e di quella sul lavoro.

### Ministro nei governi Ponta
Dopo le dimissioni dell'allora primo ministro Mihai Răzvan Ungureanu, il 7 maggio 2012 nacque il governo Ponta I. Victor Ponta, presidente del PSD e nuovo premier, richiamò Rovana Plumb dal parlamento europeo per assegnarle la funzione di ministro dell'ambiente e delle foreste nel quadro del nuovo esecutivo. Dopo le elezioni del novembre 2012 fu riconfermata nello stesso ruolo anche nel governo Ponta II (21 dicembre 2012 — 5 marzo 2014).
Dopo il ritiro del Partito Nazionale Liberale dalla coalizione di governo, nel governo Ponta III (marzo 2014) Rovana Plumb fu spostata alla conduzione del Ministero del lavoro, della famiglia e della previdenza sociale degli anziani, mantenendo l'incarico fino alle dimissioni del primo ministro nel novembre 2015.

### Presidente ad interim del PSD
Nel marzo 2015 lasciò a Viorica Dăncilă la presidenza dell'OFPSD per occupare l'importante funzione di presidente del consiglio nazionale del PSD.
Nel giugno 2015 il premier Ponta fu colpito da uno scandalo di corruzione che in luglio lo spinse a dare le dimissioni dalla presidenza del partito, con l'intenzione di lasciarne la conduzione a Rovana Plumb, allora ministro del lavoro e presidente del consiglio nazionale del PSD, sostenuta direttamente dal premier.
La Plumb assunse l'incarico di presidente ad interim del PSD, affermando che si trattava di una soluzione temporanea in attesa del ritorno di Ponta. Il 22 luglio 2015 il comitato esecutivo del partito, tuttavia, preferì conferire il ruolo di nuovo presidente ad interim a Liviu Dragnea, allora segretario generale, che si opponeva alla candidatura della Plumb proposta da Ponta (Dragnea vinse con 65 voti contro 18). Dragnea annunciò l'inizio di una riorganizzazione interna, indicendo un nuovo congresso in ottobre al fine di eleggere il nuovo presidente. Le primarie del PSD celebrate il 12 ottobre 2015, alle quali Dragnea fu l'unico candidato, rappresentarono il successo del suo programma e della sua nuova guida. Il congresso del 18 ottobre convalidò l'elezione di Dragnea e nominò i nuovi vertici del partito.
Rovana Plumb acquisì nuovamente il titolo di vicepresidente del partito (che aveva rivestito dal 2005 al 2015) solo nel febbraio 2016, sostituendo il dimissionario Andrei Dolineaschi.

### Nuova esperienza parlamentare e ministeriale
Candidatasi ancora una volta con il PSD alla camera dei deputati per le elezioni parlamentari in Romania del 2016, ottenne la riconferma del seggio per il distretto di Dâmbovița e fu nominata vicepresidente della camera. Fino all'ottobre 2017 fu anche membro della commissione lavoro.
Nel quadro del rimpasto del 23 febbraio voluto dal nuovo premier Sorin Grindeanu, Rovana Plumb fu nominata ministro con delega ai fondi europei in sostituzione di Mihaela Toader. Il ruolo di vicepresidente della camera passò a Florin Iordache.
L'emergere di contrasti tra Dragnea e il premier Sorin Grindeanu, tuttavia, portò alla fine del governo. Mentre Grindeanu perse l'appoggio del PSD, i ministri, su indicazione del partito, presentarono le proprie dimissioni in massa, in modo da spingere il primo ministro a ritirarsi dal suo ruolo. Il governo Grindeanu cadde il 21 giugno 2017, su una mozione di sfiducia presentata dallo stesso PSD. Fu riconfermata nella stessa posizione anche nel successivo governo Tudose.
Nel settembre 2017 la Direzione nazionale anticorruzione (DNA) avviò un'inchiesta nei confronti del ministro della pubblica amministrazione Sevil Shhaideh per far luce sul presunto trasferimento illegale, avvenuto nel 2013, di una serie di terreni situati sull'isola Belina (distretto di Teleorman) dal demanio statale al Consiglio del distretto di Teleorman, poi concessi in affitto ad alcune aziende private. Nell'ambito della stessa inchiesta, con l'accusa di complicità in abuso d'ufficio, la DNA inviò alla camera dei deputati la richiesta di procedere penalmente anche contro il ministro dei fondi europei Rovana Plumb, deputata, e all'epoca dei fatti ministro dell'ambiente. Nonostante l'assoluto sostegno ufficiale fornito da parte della dirigenza del PSD ai due ministri, ritenuti da Dragnea vittime di un attacco giudiziario, il premier Tudose avanzò perplessità sulla credibilità del suo governo in presenza di indagati nel consiglio dei ministri. Il primo ministro, quindi, avanzò l'ipotesi di un rimpasto, benché tale possibilità non piacesse al presidente del partito e rischiasse di aprire una crisi di governo. Il 12 ottobre, al termine della riunione del consiglio esecutivo del PSD, Plumb e Shhaideh rassegnarono le proprie dimissioni. Il 17 ottobre la camera votò a favore del mantenimento dell'immunità parlamentare per Rovana Plumb.
Trasferita dalla commissione lavoro alla presidenza della commissione affari europei, nel gennaio 2018, in seguito alle dimissioni di Mihai Tudose, fu nuovamente chiamata a dirigere il ministero dei fondi europei del neonato governo Dăncilă. Tra l'ottobre e il novembre 2018 rivestì ad interim la funzione di ministro dell'istruzione, mentre il 7 gennaio 2019 assunse temporaneamente anche la conduzione del ministero dei trasporti, ruolo che mantenne fino al 24 aprile 2019.
Nel febbraio 2019 prese l'incarico di presidente della sezione del PSD nel distretto di Dâmbovița in sostituzione di Daniel Comănescu, espulso dal partito.

### Elezione al parlamento europeo del 2019
Indicata in marzo come capolista del PSD alle europee del 2019, nel corso del comitato esecutivo del partito del 17 aprile presentò le proprie dimissioni da ogni incarico ministeriale per potersi concentrare sulla campagna elettorale. Eletta al parlamento europeo, il 19 giugno 2019 abbandonò il ruolo di deputato.
Nel settembre 2019 la sua candidatura all'incarico di commissario europeo ai trasporti è stata respinta a larga maggioranza (15 contrari, 6 favorevoli, 2 astenuti) dalla commissione giuridica del Parlamento europeo in seguito alla mancata giustificazione di un milione di euro che in precedenza non aveva dichiarato.
Nel corso della legislatura fu membro delle commissioni per l'ambiente, la sanità pubblica e la sicurezza alimentare e per i trasporti e il turismo.

## Controversie
Nell'ottobre 2014, la stampa riferì che una delle auto di lusso (un'Audi Q7) della famiglia di Rovana Plumb, all'epoca Ministro dell'Ambiente, era stata immatricolata in Bulgaria, per evitare di pagare una sovrattassa ambientale di circa 3.000 euro, secondo le immagini ottenute da România Liberă. L'auto era utilizzata dal figlio e dal marito del ministro Plumb, ma nel 2012 e 2013 l'auto è stata intestata a Rovana Plumb, secondo le sue dichiarazioni finanziarie del 20 ottobre 2014.
Plumb è stata al centro di un caso di corruzione nel settembre 2017, quando fu accusata di aver illecitamente aiutato il leader del suo partito socialdemocratico in un accordo immobiliare su un'isola nel Danubio.

## Vita privata
Rovana Plumb è sposata e ha due figli. Il figlio Andrei nel 2019 fu nominato vicepresidente dell'organizzazione del PSD di Dâmbovița, della quale Rovana Plumb era presidente.